# Rhyacophila suthepensis
Rhyacophila suthepensis är en nattsländeart som beskrevs av Malicky 1987. Rhyacophila suthepensis ingår i släktet Rhyacophila och familjen rovnattsländor. Inga underarter finns listade i Catalogue of Life.